# Augustin Henninghaus
Augustin Henninghaus (Menden, 11 settembre 1862 – Yenchow-fu, 20 luglio 1939) è stato un missionario e vescovo cattolico tedesco.

## Biografia
Abbracciò diciassettenne la vita religiosa tra i verbiti: compì gli studi filosofici e teologici a Steyl e fu ordinato prete nel 1885.
Nel 1886 partì per la missione verbita nello Scian-Ton meridionale, dove operò per il resto della sua vita.
Fu promosso all'episcopato nel 1904 e nominato vicario apostolico di Yenchow-fu.
Nel 1910 fondò la congregazione missionaria delle Oblate della Sacra Famiglia.
Lo scoppio del primo conflitto mondiale, con la dichiarazione di guerra della Cina alla Germania e l'espulsione dei missionari tedeschi dal paese, danneggiò notevolmente l'opera di Henninghaus, che ottenne comunque grandi successi.
Lasciò la guida del vicariato nel 1935, per motivi di salute, e morì nel 1939.

## Genealogia episcopale e successione apostolica
La genealogia episcopale è:
- Cardinale Guillaume d'Estouteville, O.S.B.Clun.
- Papa Sisto IV
- Papa Giulio II
- Cardinale Raffaele Sansone Riario
- Papa Leone X
- Papa Clemente VII
- Cardinale Antonio Sanseverino
- Cardinale Giovanni Michele Saraceni
- Papa Pio V
- Cardinale Innico d'Avalos d'Aragona, O.S.Iacobi
- Cardinale Scipione Gonzaga
- Patriarca Fabio Biondi
- Papa Urbano VIII
- Cardinale Cosimo de Torres
- Cardinale Francesco Maria Brancaccio
- Vescovo Miguel Juan Balaguer Camarasa, O.S.Io.Hier.
- Papa Alessandro VII
- Cardinale Neri Corsini
- Vescovo Francesco Ravizza
- Cardinale Veríssimo de Lencastre
- Arcivescovo João de Sousa
- Vescovo Álvaro de Abranches e Noronha
- Cardinale Nuno da Cunha e Ataíde
- Cardinale Tomás de Almeida
- Cardinale João Cosme da Cunha, O.R.C.
- Arcivescovo Francisco da Assunção e Brito, O.E.S.A.
- Vescovo Alexandre de Gouveia, T.O.R.
- Vescovo Caetano Pires Pereira, C.M.
- Vescovo Gioacchino Salvetti, O.F.M.Obs.
- Vescovo Eustachio Vito Modesto Zanoli, O.F.M.Ref.
- Vescovo Simeone Volonteri, P.I.M.E.
- Vescovo Vincenzo Epiphane Carlassare, O.F.M.Ref.
- Vescovo Benjamin Christiaens, O.F.M.Rec.
- Vescovo Césaire Jean Shang, O.F.M.Obs.
- Vescovo Augustin Henninghaus, S.V.D.

La successione apostolica è:
- Vescovo Adalbert Schmücker, O.F.M. (1921)
- Vescovo Franz Hoowaarts, S.V.D. (1935)
- Vescovo Teodoro Schu, S.V.D. (1937)